# Két út van előttem
A Két út van előttem magyar népdal. Lajtha László gyűjtötte 1934-ben Szennán.

## Kotta és dallam
| Két út van előttem, melyiken induljak? Kettő a szeretőm, melyiktől búcsúzzak? | Szőkétől búcsúzom piros pünkösd napján, barnától, csalfától halálom óráján. |

## Felvételek
- Két út van előttem... Kádár Zsuzsa, Farkas Jenő és zenekara  Magyar Nóta (Hozzáférés: 2017. január 25.) (videó) 1:20-ig.
- Két út van előttem. Barabás Sándor, ifj. Sánta Ferenc és zenekara  YouTube (2011. március 5.)  (Hozzáférés: 2017. január 25.) (videó)
- Két út van előttem. Szabó Lajos  YouTube (2013. március 29.)  (Hozzáférés: 2017. január 25.) (videó)
- [Khttps://www.youtube.com/watch?v=Hzjw9c2Uk-4 Hideg szél fúj édesanyám,Két út van előttem.] Sirály együttes  YouTube (2011. augusztus 30.)  (Hozzáférés: 2017. január 25.) (audió) 2:26-tól. lakodalmas
- Két út van előttem. Károlyházi citerások  YouTube (2016. április 13.)  (Hozzáférés: 2017. január 25.) (videó) 0:43-ig. citerazenekar